# Миодраг Младеновић (фудбалер)
Миодраг Младеновић (Власотинце, 4. август 1992) српски је фудбалер који тренутно наступа за Дубочицу. Игра на позицији голмана.